# 골든 봄버
골든 봄버(ゴールデンボンバー 고루덴본바[*], Golden Bomber)는 2004년에 결성된 일본의 비주얼계 에어 록 밴드이다. 긴바쿠(金爆) 또는 봄버, GB라고도 불린다. 실제로 악기 연주를 하지 않는 그룹이지만 공연을 통하여 인기를 얻었다.